# 德丸站
德丸站（日语：／ Tokumaru eki */?）是位於鳥取縣八頭郡八頭町德丸，若櫻鐵道若櫻線的車站。

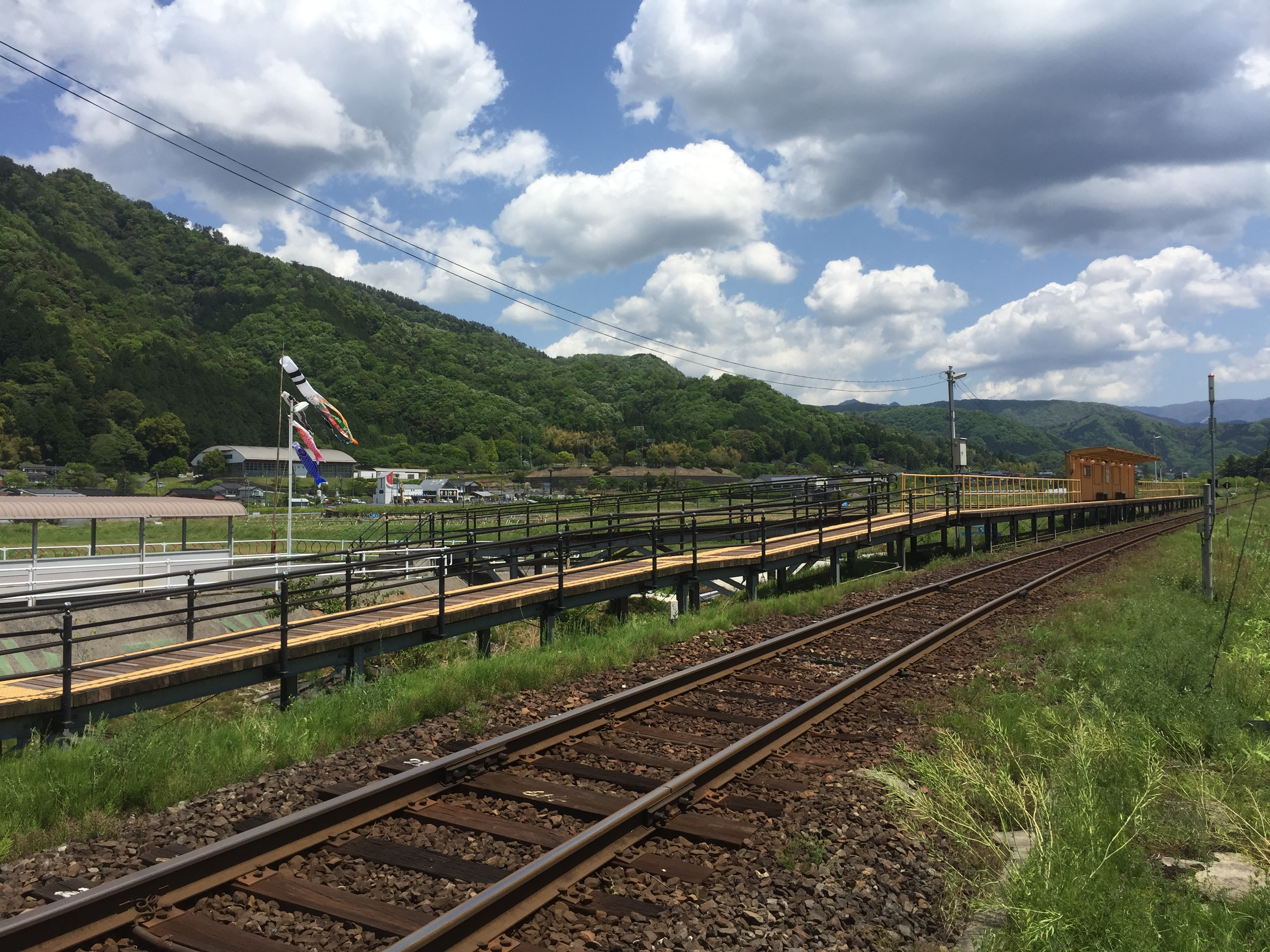
車站全景（2021年5月）

## 歷史
- 2002年（平成14年）3月23日 - 若櫻鐵道八東站至丹比站之間新設此站。
  - 當時車站地址為鳥取縣八頭郡八東町（日语：八東町）德丸。
- 2005年（平成17年）3月31日 - 隨著八頭町成立，車站地址變為鳥取縣八頭郡八頭町德丸。

## 車站構造
車站是一座地面車站，設有1面1線的單式月台。前往若櫻方向的列車會開啟左邊車門。此站是無人車站，沒有車站大樓和自動售票機。站前設有濕廁。

## 使用狀況
以下為近年一日平均上下車人次列表：
| 上下車人次變化 | 上下車人次變化 |
| 年度           | 1日平均人次    |
| -------------- | -------------- |
| 2011年         | 42             |
| 2012年         | 36             |
| 2013年         | 46             |
| 2014年         | 22             |
| 2015年         | 25             |
| 2016年         | 30             |
| 2017年         | 36             |
| 2018年         | 32             |

## 車站周邊
- 八東綜合運動公園
- 八東水果綜合中心
- 道之驛八東（日语：道の駅はっとう）
- 八東川（日语：八東川）
- 國道29號（日语：国道29号）
- 國道482號（日语：国道482号）

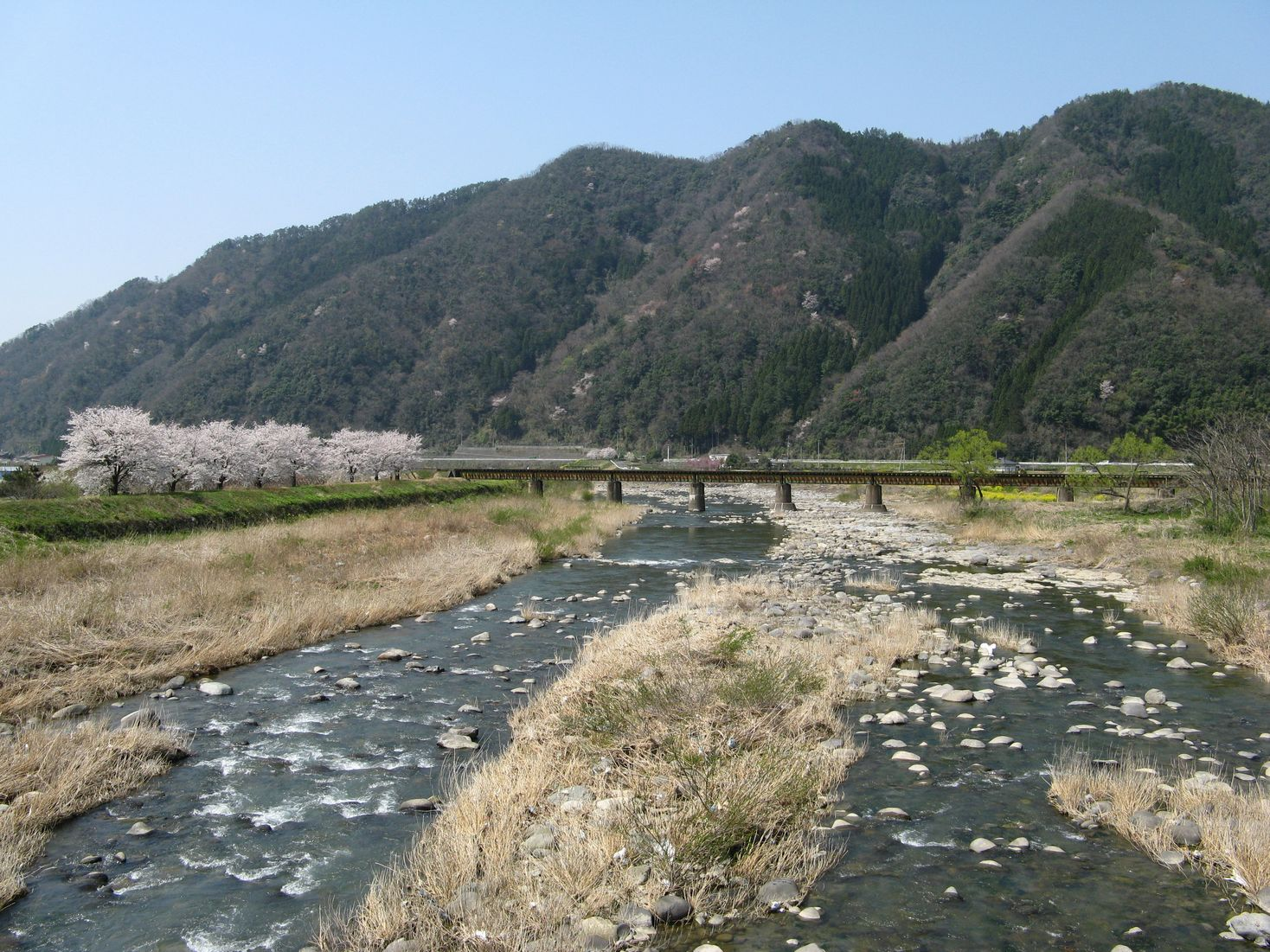
德丸站南方的八東川（2009年4月）

- 日交巴士（日语：日本交通 (鳥取)）下德丸巴士站（在國道29號、國道482號上）

## 相鄰車站
若櫻鐵道
若櫻線
八東－德丸－丹比

## 注腳
1. ↑  国土数値情報　駅別乗降客数データ  （页面存档备份，存于）（日語） - 國土交通省，2021年3月10日參閲

## 外部連結
- 沿線各站情報 - 若櫻鐵道株式會社 （页面存档备份，存于）（日語）